# Campo Viera
Campo Viera é uma cidade argentina da província de Misiones, localizado dentro do departamento Oberá.
Se encontra a uma latitude de 27° 22' Sul e a uma longitude de 55° 02' Oeste.
O município conta com uma população de 9.228 habitantes, segundo o Censo do ano 2001 (INDEC).